# Xylophanes brevis
Xylophanes brevis är en fjärilsart som beskrevs av Clark 1922. Xylophanes brevis ingår i släktet Xylophanes och familjen svärmare. Inga underarter finns listade i Catalogue of Life.